# آبشار کاتریک فورس
آبشار کاتریک فورس (به انگلیسی: Catrake Force) آبشاری است که در انگلستان واقع شده و ارتفاع کلی ریزشگاه آن ۱۰ متر / ۳۰ پا است.